# Acanthamoeba
Az Acanthamoeba az Amoebozoa országába és az Acanthamoebidae családjába tartozó nemzetség.

## Tudnivalók
Az Acanthamoeba-fajok egyaránt megélnek a talajban, az édesvízben és egyéb élőhelyeken is. Mindenütt gyakoriak. Általában 15-35 mikrométeresek. Nyugalmi állapotban kör alakúak, de mozgáskor oválisak vagy háromszög alakúak. Cisztaként is élnek. Habár sok faj baktériumokkal táplálkozik, néhány faj azonban az emberben és állatokban élősködhet. Az élősködő fajok szaruhártya-gyulladást (keratitis) és agyvelőgyulladást (encephalitis) okoznak; az utóbbi betegség a központi idegrendszer megtámadásával keletkezik.
Az Acanthamoeba castellanii a talajban él, és hasznos lehet, mivel baktériumokkal, gombákkal és Protozoa-fajokkal táplálkozik. Továbbá segít a szerves anyagok bomlasztásában is.

## Rendszerezésük
A nemzetségbe az alábbi fajok tartoznak (a fajokat a ciszták alakja különbözteti meg; a csillaggal rendelkező fajok, ártalmasak lehetnek az ember számára):
- Acanthamoeba astronyxis*
- Acanthamoeba castellanii*
- Acanthamoeba comandoni
- Acanthamoeba culbertsoni*
- Acanthamoeba divionensis
- Acanthamoeba griffini
- Acanthamoeba hatchetti*
- Acanthamoeba healyi
- Acanthamoeba jacobsi
- Acanthamoeba keratitis*
- Acanthamoeba lenticulata
- Acanthamoeba lugdunensis*
- Acanthamoeba mauritaniensis
- Acanthamoeba palestinensis*
- Acanthamoeba pearcei
- Acanthamoeba polyphaga*
- Acanthamoeba pustulosa
- Acanthamoeba rhysodes*
- Acanthamoeba royreba
- Acanthamoeba terricola (átnevezve A. castellanii Poussard)
- Acanthamoeba triangularis
- Acanthamoeba tubiashi
- Acanthamoeba quina*

## Fordítás
- Ez a szócikk részben vagy egészben  az   Acanthamoeba című angol Wikipédia-szócikk ezen változatának fordításán alapul.  Az eredeti cikk szerkesztőit annak laptörténete sorolja fel. Ez a jelzés csupán a megfogalmazás eredetét és a szerzői jogokat jelzi, nem szolgál a cikkben szereplő információk forrásmegjelöléseként.